# Bandun Man
Los bandun man fueron un antiguo grupo étnico chino, constituían tres tribus, que vivieron en el valle del río Jialing, en el área de lo que actualmente es Langzhong, en Sichuan, y en Chongqing, en China. Se les sitúa en esta ubicación en el siglo II, estos grupos luego emigraron al norte, hacia el valle del río Wei, y fueron absorbidos gradualmente por la etnia han.
Su nombre significa literalmente "bárbaros de escudo tabla", derivado de su estilo de lucha, consistente en la carga con sus escudos para romper la línea del enemigo. También eran llamados los bohu yi (白虎夷), que significa "bárbaros tigre blanco".
Se ha llegado a especular que la danza baishou de los tujia pudiera tener su origen en la antigua danza bayu de los bandun man.